# Nelly César
Nelly César Marín (Ciudad de México, 1986),  es una artista visual mexicana, que trabaja en proyectos multidisciplinarios, alternativos, experimentales. Estudió Artes Plásticas en la Universidad de las Américas de Puebla y de la maestría en Artes Visuales por la University of British Columbia, y actualmente dirige en la Ciudad de México un espacio multisocial para la salud afectiva y para el arte alternativo y experimental: “Pandeo”.

## Carrera

### Pandeo
Nelly César Marín es cofundadora de Pandora; un espacio libre que promueve repensar los espacios públicos de difusión del arte que surge como una alternativa a los espacios institucionales o estándares como las escuelas, galerías, casas de la cultura, museos, foros.
“Buscamos que el arte se vuelva una experiencia para todos, que ayude a explorar otras formas de sociabilidad y de sanar a través de prácticas artísticas”
Ver sitio: http://www.pandeo.info/ Archivado el 12 de junio de 2018 en Wayback Machine.

## Temática
El trabajo de César se caracteriza por un rompimiento a la institucionalización y a las prácticas de domesticación.
"Como un ratón atrapado en la urbe contemporánea, Nelly César manifiesta su lucha anti-institucional contra una sociedad tan complejizada en connotaciones simbólicas que olvida verse a sí misma como lo que es, como cuerpo. Nelly rescata el valor del cuerpo como instrumento cognitivo y lo convierte en su herramienta diaria de exploración de realidad, y es que precisamente la objetividad científica, por decreto de la modernidad, ha dejado de lado la subjetividad del empirismo y el conocimiento propio. Los resultados de las investigaciones de Nelly César devienen no en objetos, dibujos o acciones, sino que devienen en experiencias propiamente dichas, con las que ella traza su propia vía y alza un letrero de APOYO al dictamen masculino: Cavar un hoyo, saborear la tierra, respirar bajo el concreto de la calle… es ahora ella quien se indica qué sentir, cómo sentir y cómo debe manifestarse este sentir".

### Exposiciones Individuales
2015, “Mi Gusto Es”, Toronto, Ontario, Canada. Beaver Hall Gallery.

### Exposiciones Colectivas
2019, "Spill", The Morris and Helen Belkin Art Gallery, Vancouver, BC, Canadá
2018, "Ladrón", Ladrón Galería, Ciudad de México, México
2014, “El Retrato Como Herramienta Crítica”, Galería de Arte del Palacio Municipal de Puebla, Puebla, Puebla.
2013, Cuerpo Invasivo. Proyecto multidisciplinario. Museo de Mujeres Artistas Mexicanas.
2009, Sistema de Información Cultural.

## Otros
2013, seminario "La Comunidad de los Amantes: Arte Político y Modos de Sociabilidad Contemporáneos", Fundación Jumex Arte Contemporáneo.